# Bibio rufiventris
Bibio rufiventris är en tvåvingeart som först beskrevs av Oswald Duda 1930.  Bibio rufiventris ingår i släktet Bibio och familjen hårmyggor. Inga underarter finns listade i Catalogue of Life.